# Liste des plus hauts gratte-ciel du monde en 2000
Cette page dresse une liste des plus hauts gratte-ciel du monde en 2000.

## Histoire

### Asie
L'an 2000 marque la confirmation du basculement de la construction des gratte-ciel du monde occidental au monde oriental. Depuis les années 1980 déjà, certaines villes comme Tokyo, Singapour ou Hong Kong avaient connu une forte croissance économique accompagnée par la construction de  nombreux gratte-ciel, le plus important étant sans doute la Bank of China, à Hong Kong (1990), qui mesurait 367 mètres.
Vers 2000, toute l'Asie du Sud-est a connu une croissance exceptionnelle, qui se traduisit entre autres par l'édification de nombreuses tours, telles que les Tours Petronas de Malaisie en 1998, qui décrochèrent alors le titre de plus haut gratte-ciel du monde, avec une hauteur de 452 mètres : c'était la première fois que la plus haute tour du monde ne se situait pas sur le sol américain.. 

### Amérique
Les États-Unis n'ont bien sûr par totalement cessé la construction pendant cette période : on peut citer l'U.S. Bank Tower en 1990, ou encore le Two Prudential Plaza également construit en 1990, mais la construction de nouveaux gratte-ciel marqua une pause considérable durant les années 1990 (seules quatre tours de plus de 100 mètres furent achevées en 1994, contre 53 en 1971 !).

### Europe
En Europe, la construction de gratte-ciels de grande hauteur était plutôt limitée : sur les 262 immeubles de plus de 200 mètres que comptait le monde en l'an 2000, seuls 11 se trouvaient en Europe ! Cela s'explique non seulement par une transition démographique achevée ou presque, mais surtout par la "sanctuarisation" des centre-ville historiques, peu compatible avec l'image de modernité que peut offrir un gratte-ciel. La ville de Londres en est l'une des rares exceptions.

### Moyen-Orient
Au Moyen-Orient, la construction de gratte-ciels n'en était qu'à ses premiers débuts : Dubaï construisit en 2000 l'Emirates Tower One de 355 mètres, et le Burj Al Arab, un hôtel luxueux de 321 mètres qui était à son achèvement en 1999 le plus haut du monde.

## Liste
Le classement suivant considère la hauteur structurelle des bâtiments, c'est-à-dire les flèches mais pas les antennes (il inclut tous les éléments pouvant être considérés comme inhérents à l'architecture de l'édifice).
Les bâtiments dont le nom apparaît en gras ont été les plus hauts gratte-ciel du monde.
| Rang | Nom                             | Ville        | Pays                | Hauteur | Étages | Année |
| ---- | ------------------------------- | ------------ | ------------------- | ------- | ------ | ----- |
| 1    | Tours Petronas(1)               | Kuala Lumpur | Malaisie            | 452 m   | 88     | 1998  |
| 2    | Tours Petronas(2)               | Kuala Lumpur | Malaisie            | 452 m   | 88     | 1998  |
| 3    | Willis Tower                    | Chicago      | États-Unis          | 442 m   | 108    | 1974  |
| 4    | Jin Mao Tower                   | Shanghai     | Chine               | 421 m   | 88     | 1999  |
| 5    | CITIC Plaza                     | Canton       | Chine               | 390 m   | 80     | 1996  |
| 6    | Shun Hing Square                | Shenzhen     | Chine               | 384 m   | 69     | 1996  |
| 7    | Empire State Building           | New York     | États-Unis          | 381 m   | 102    | 1931  |
| 8    | Central Plaza                   | Hong Kong    | Hong Kong           | 374 m   | 78     | 1992  |
| 9    | Tour de la Bank of China        | Hong Kong    | Hong Kong           | 367 m   | 72     | 1992  |
| 10   | Emirates Park Towers(1)         | Dubaï        | Émirats arabes unis | 355 m   | 82     | 2012  |
| 11   | Tuntex Sky Tower                | Kaohsiung    | Taïwan              | 348 m   | 85     | 1997  |
| 12   | Aon Center (Chicago)            | Chicago      | États-Unis          | 346 m   | 83     | 1973  |
| 13   | The Center                      | Hong Kong    | Hong Kong           | 346 m   | 73     | 1998  |
| 14   | 875 North Michigan Avenue       | Chicago      | États-Unis          | 344 m   | 100    | 1969  |
| 15   | Burj-Al-Arab                    | Dubaï        | Émirats arabes unis | 321 m   | 56     | 1999  |
| 16   | Chrysler Building               | New York     | États-Unis          | 318,9 m | 77     | 1930  |
| 17   | Bank of America Plaza (Atlanta) | Atlanta      | États-Unis          | 331,8 m | 55     | 1992  |
| 18   | U.S. Bank Tower                 | Los Angeles  | États-Unis          | 310,3 m | 73     | 1990  |
| 19   | Emirates Tower Two              | Dubaï        | Émirats arabes unis | 309 m   | 56     | 2000  |
| 20   | Franklin Center (Chicago)       | Chicago      | États-Unis          | 306,9 m | 60     | 1989  |